# Mario Saralegui
Mario Daniel Saralegui Iriarte (født 24. april 1959 i Artigas, Uruguay) er en tidligere uruguayansk fodboldspiller (midtbanespiller), der mellem 1989 og 1986 spillede 29 kampe og scorede to mål for Uruguays landshold. Han deltog blandt andet ved VM i 1986 i Mexico.
På klubplan spillede Saralegui primært for Montevideo-klubben CA Peñarol, hvor han var med til at vinde seks uruguayanske mesterskaber. Han var også tilknyttet flere udenlandske klubber, blandt andet River Plate og Estudiantes i Argentina.